# Besa Kokëdhima
Besa Kokëdhima (Fier, 29 mei 1986) is een Albanese zangeres, die optreedt onder haar voornaam Besa.

## Biografie
Kokëdhima bracht in 2003 haar eerste single uit. Doorheen de jaren groeide ze uit tot een vaste waarde in de Albanese muziekindudstrie. In 2017 was ze jurylid in de Albanese versie van The Voice. Eind 2023 nam Kokëdhima deel aan Festivali i Këngës, de Albanese preselectie voor het Eurovisiesongfestival. Met het nummer Zemrën n'dorë won ze, waardoor ze haar vaderland mocht vertegenwoordigen op het Eurovisiesongfestival 2024 in het Zweedse Malmö. Voor het Eurovisiesongfestival werd het nummer vertaald naar het Engels en kreeg het als titel Titan. Op het festival slaagde ze er niet in de finale te halen.
2004: Anjeza Shahini · 
2005: Ledina Çelo · 
2006: Luiz Ejlli · 
2007: Aida & Frederik Ndoci · 
2008: Olta Boka · 
2009: Kejsi Tola · 
2010: Juliana Pasha · 
2011: Aurela Gaçe · 
2012: Rona Nishliu · 
2013: Adrian Lulgjuraj & Bledar Sejko · 
2014: Hersjana Matmuja · 
2015: Elhaida Dani · 
2016: Eneda Tarifa · 
2017: Lindita · 
2018: Eugent Bushpepa · 
2019: Jonida Maliqi · 
2021: Anxhela Peristeri · 
2022: Ronela Hajati · 
2023: Albina & Familja Kelmendi · 
2024: Besa · 
2025: Shkodra Elektronike